# الکساندر یانائوس

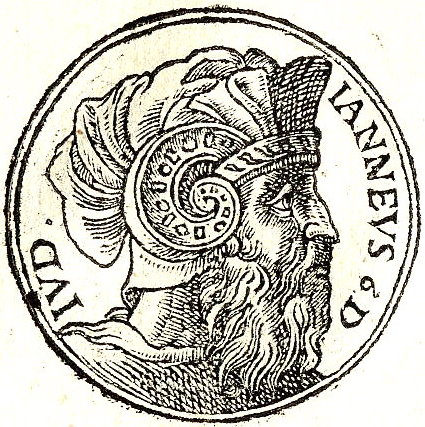
الکساندر یانائوس

الکساندر یانائوس(زبان عبری:אלכסנדר ינאי، یونانی:Αλέξανδρος Ιανναίος) پادشاه یهودیه میان سال‌های ۱۰۳ پیش از میلاد تا ۷۶ پیش از میلاد بود. او پسر یوهانس هورکانوس و تاج‌وتخت را نیز از برادرش آریستوبولوس یکم به ارث برده‌بود. همسر او سالومه الکساندرا همسر برادر درگذشته‌اش بود.
الکساندر یانائوس پادشاهی دودمان حشمونی را گسترش داد و شهر گمله را در ۸۱ پیش از میلاد به عنوان پایتختش در بلندی‌های جولان بنیادنهاد.